# Saint-Julien-l'Ars
Saint-Julien-l'Ars és un municipi francès situat al departament de la Viena i a la regió de la Nova Aquitània. L'any 2007 tenia 2.212 habitants.

## Demografia

### Població
El 2007 la població de fet de Saint-Julien-l'Ars era de 2.212 persones. Hi havia 900 famílies de les quals 219 eren unipersonals (103 homes vivint sols i 116 dones vivint soles), 320 parelles sense fills, 315 parelles amb fills i 46 famílies monoparentals amb fills.
La població ha evolucionat segons el següent gràfic:
Habitants censats

### Habitatges
El 2007 hi havia 1.046 habitatges, 941 eren l'habitatge principal de la família, 23 eren segones residències i 82 estaven desocupats. 971 eren cases i 70 eren apartaments. Dels 941 habitatges principals, 735 estaven ocupats pels seus propietaris, 182 estaven llogats i ocupats pels llogaters i 24 estaven cedits a títol gratuït; 16 tenien una cambra, 44 en tenien dues, 117 en tenien tres, 258 en tenien quatre i 506 en tenien cinc o més. 795 habitatges disposaven pel capbaix d'una plaça de pàrquing. A 346 habitatges hi havia un automòbil i a 524 n'hi havia dos o més.

### Piràmide de població
La piràmide de població per edats i sexe el 2009 era:
| Homes | Edats   | Dones |
| ----- | ------- | ----- |
| 0     | 95 o +  | 0     |
| 0     | 90 a 94 | 4     |
| 8     | 85 a 89 | 28    |
| 16    | 80 a 84 | 12    |
| 32    | 75 a 79 | 48    |
| 32    | 70 a 74 | 44    |
| 44    | 65 a 69 | 44    |
| 44    | 60 a 64 | 48    |
| 44    | 55 a 59 | 40    |
| 88    | 50 a 54 | 100   |
| 80    | 45 a 49 | 96    |
| 104   | 40 a 44 | 96    |
| 68    | 35 a 39 | 92    |
| 56    | 30 a 34 | 80    |
| 89    | 25 a 29 | 36    |
| 24    | 20 a 24 | 72    |
| 48    | 15 a 19 | 60    |
| 72    | 10 a 14 | 84    |
| 72    | 5 a 9   | 64    |
| 52    | 0 a 4   | 32    |

## Economia
El 2007 la població en edat de treballar era de 1.515 persones, 1.176 eren actives i 339 eren inactives. De les 1.176 persones actives 1.110 estaven ocupades (585 homes i 525 dones) i 66 estaven aturades (27 homes i 39 dones). De les 339 persones inactives 136 estaven jubilades, 124 estaven estudiant i 79 estaven classificades com a «altres inactius».

### Ingressos
El 2009 a Saint-Julien-l'Ars hi havia 972 unitats fiscals que integraven 2.374 persones, la mediana anual d'ingressos fiscals per persona era de 20.629 €.

### Activitats econòmiques
Dels 97 establiments que hi havia el 2007, 1 era d'una empresa extractiva, 2 d'empreses alimentàries, 4 d'empreses de fabricació d'altres productes industrials, 17 d'empreses de construcció, 19 d'empreses de comerç i reparació d'automòbils, 4 d'empreses de transport, 1 d'una empresa d'hostatgeria i restauració, 1 d'una empresa d'informació i comunicació, 4 d'empreses financeres, 11 d'empreses immobiliàries, 14 d'empreses de serveis, 12 d'entitats de l'administració pública i 7 d'empreses classificades com a «altres activitats de serveis».
Dels 30 establiments de servei als particulars que hi havia el 2009, 1 era una oficina d'administració d'Hisenda pública, 1 gendarmeria, 1 oficina de correu, 1 una oficina bancària, 1 funerària, 5 tallers de reparació d'automòbils i de material agrícola, 1 establiment de lloguer de cotxes, 2 autoescoles, 1 paleta, 2 guixaires pintors, 2 fusteries, 5 lampisteries, 1 electricista, 2 perruqueries, 1 restaurant i 3 agències immobiliàries.
Dels 6 establiments comercials que hi havia el 2009, 1 era una botiga de menys de 120 m², 2 fleques, 1 una llibreria i 2 floristeries.
L'any 2000 a Saint-Julien-l'Ars hi havia 30 explotacions agrícoles que ocupaven un total de 1.980 hectàrees.

## Equipaments sanitaris i escolars
Els 2 equipaments sanitaris que hi havia el 2009 eren farmàcies.
El 2009 hi havia 1 escola maternal i 1 escola elemental.

## Poblacions més properes
El següent diagrama mostra les poblacions més properes.